# Татонов, Георгий Петрович
Георгий Петрович Татонов (3 [15] сентября 1884, Терская область — 27 февраля 1970, Кормей-ан-Паризи, Валь-д’Уаз) — полковник Генерального штаба, герой Первой мировой войны. Участник Белого движения на Юге России, командир терских казачьих частей, генерал-майор.

## Биография
Казак станицы Новоосетинской Терской области. Сын отставного есаула.
Окончил Михайловский Воронежский кадетский корпус (1902) и Николаевское кавалерийское училище (1904), откуда выпущен был хорунжим в 1-й Сунженско-Владикавказский полк Терского казачьего войска.
Участвовал в русско-японской войне, за боевые отличия был награжден двумя орденами. Произведен в сотники 1 июня 1908 года. В 1911 году окончил Николаевскую военную академию по 1-му разряду и 7 мая того же года был произведен в подъесаулы «за отличные успехи в науках». В 1911—1913 годах отбывал цензовое командование сотней в 1-м Сунженско-Владикавказском казачьем полку.
26 ноября 1913 года переведен в Генеральный штаб с назначением старшим адъютантом штаба 13-й кавалерийской дивизии и переименованием в штабс-капитаны. Произведен в капитаны 6 декабря 1913 года. В Первую мировую войну вступил в составе 13-й кавалерийской дивизии. Пожалован Георгиевским оружием
За то, что, будучи старшим адъютантом штаба 13-й кавалерийской дивизии, 10 мая 1915 года произвел рекогносцировку позиции на участке 2-го Оренбургского казачьего полка, с явной опасностью для жизни, добыл ценные сведения и своевременно доложил начальнику дивизии, благодаря чему, выдвинутыми резервами, атака противника была отбита и взято в плен 110 человек.
16 августа 1915 года назначен исправляющим должность штаб-офицера для поручений при штабе 34-го армейского корпуса, а 10 апреля 1916 года произведен в подполковники с утверждением в должности. 12 января 1917 года назначен и. д. начальника штаба 136-й пехотной дивизии, 21 июня того же года — и. д. начальника штаба Осетинской пешей бригады. 15 августа 1917 года произведен в полковники, а 20 сентября назначен и. д. начальника 2-й Кавказской Туземной конной дивизии.
В Гражданскую войну участвовал в Белом движении на Юге России, с весны 1918 года — в партизанских отрядах в Терской области. Осенью 1918 года был начальником штаба группы войск Моздокской линии. В 1919 году — в Вооруженных силах Юга России, командир 2-го Волгского казачьего полка, в сентябре 1919 года — временно исполняющий обязанности начальника штаба 3-го Кубанского корпуса. Произведен в генерал-майоры. На 10 января 1920 года — в общежитии в Буюк-Дере (Константинополь). Вернувшись в Русскую армию, занимал различные должности в конной группе генерал Бабиева, исполнял должность командира Терско-Астраханской бригады.
В эмиграции в Югославии, затем во Франции. Работал под Парижем на фабрике по изготовлению копировальной бумаги. Входил в объединение Терского казачьего войска, состоял членом Общества офицеров Генерального штаба, член правления Союза Георгиевских кавалеров (1955) и представителем терского атамана в Париже.
Скончался в Русском доме Кормей-ан-Паризи под Парижем. Похоронен на кладбище Сент-Женевьев-де-Буа.

## Награды
- Орден Святой Анны 4-й ст. с надписью «за храбрость» (ВП 22.05.1906)
- Орден Святого Станислава 3-й ст. с мечами и бантом (ВП 3.01.1907)
- Орден Святой Анны 3-й ст. (ВП 6.05.1914)
- Орден Святого Станислава 2-й ст. с мечами (ВП 1.11.1914)
- Орден Святой Анны 2-й ст. с мечами (Дополнение к ВП 25.12.1914)
- Орден Святого Владимира 4-й ст. с мечами и бантом (ВП 29.05.1915)
- Высочайшее благоволение «за отличия в делах против неприятеля» (ВП 19.04.1916)
- Георгиевское оружие (ВП 16.08.1916)